# Tralee
Tralee (irsky Trá Lí, [traːlɪː]) je hlavní město hrabství Kerry, v jihozápadní části Irska. Jméno Tralee je odvozeno od Irského Trá Lí, nebo Trá Laoi, což znamená „břeh Lee“ (řeka), nicméně někteří mají zato, že název pochází z Irského Trá Liath znamenající „šedý břeh“. Město leží na severním straně pevninské šíje poloostrova Dingle. Tralee je největší město v hrabství. Městská populace včetně předměstí čítala 22 744 osob v době sčítání lidu v roce 2006.

## Historie

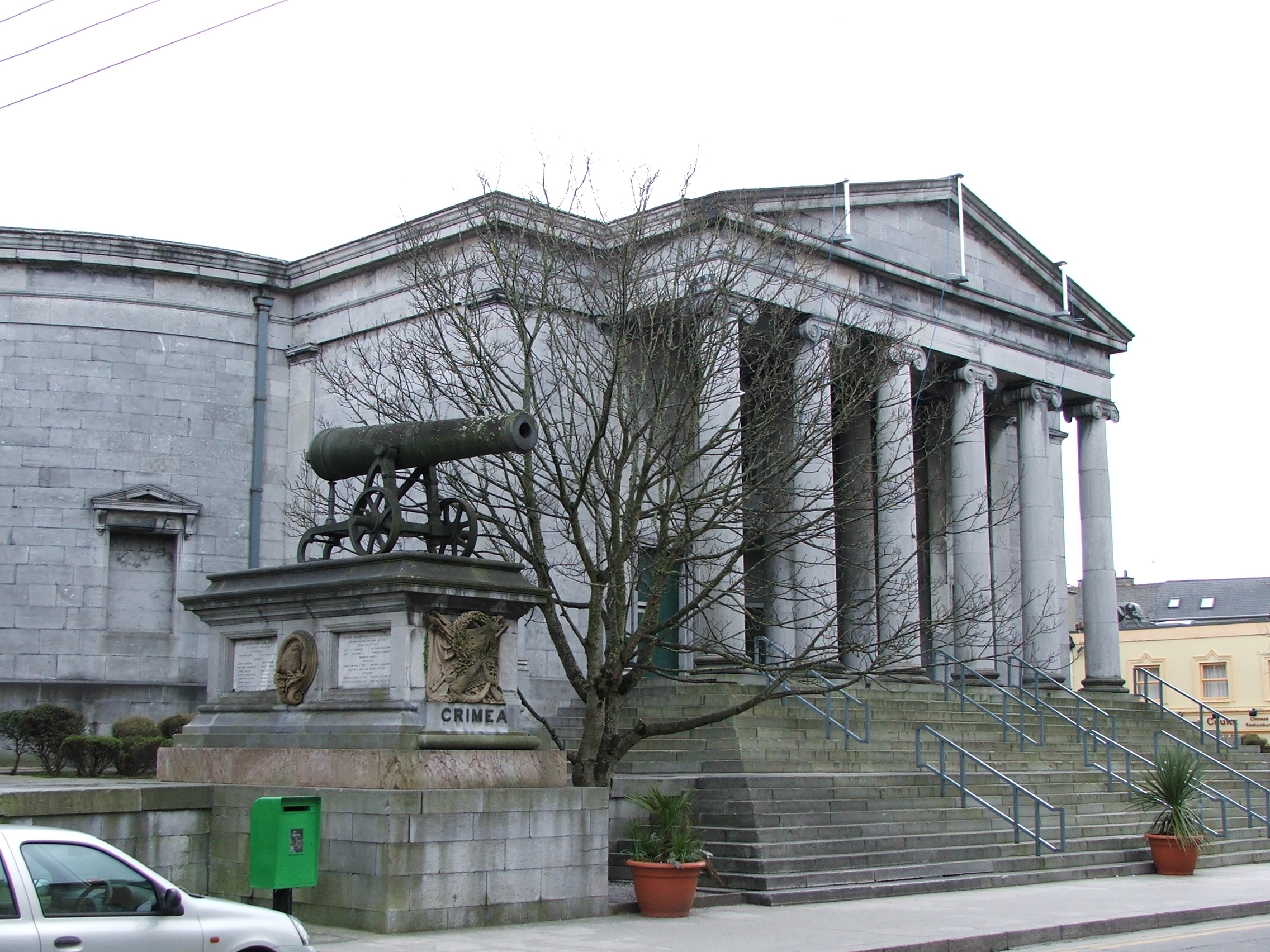
Budova soudu v Tralee

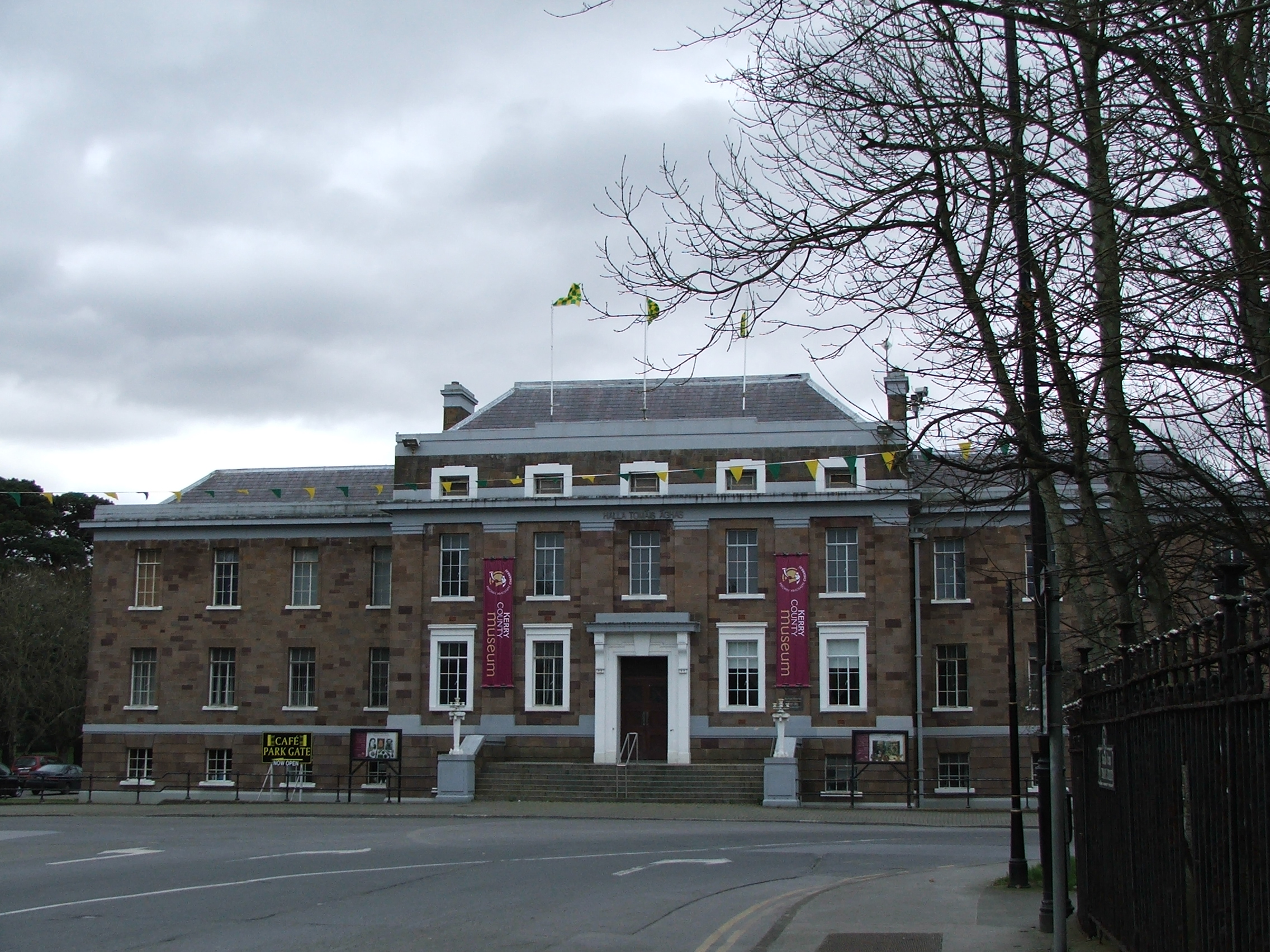
Ashe Memorial Hall

Město leží na soutoku několika malých řek a v přilehlém močálovitém území v zálivu Tralee. Tralee bylo založeno jako křižovatka mnoha starověkých silničních cest, které mířily jižně přes pohoří Slieve Mish. Na této staré cestě je umístěn Scotia's Grave. Podle legendy je to místo posledního odpočinku dcery Egyptského faraóna. Normanské město bylo založeno v 13. století Anglo-Normany a bylo pevností Earlů z Desmondu. Ve středověkém městě existoval zámek a dominikánský mnišský klášter, Tralee však bylo vypáleno v roce 1580 odplatou za tzv. Desmondské rebelie proti královně Anglie Alžbětě I. Statut města byl Tralle potvrzen královskou výsadní listinou v roce 1613.
Moderní vzhled dostalo Tralee v 19. století. Denny Street, široká georgiánská ulice, byla dokončena v roce 1826 na původním místě starého zámku. Soudní budova v Tralee byla navržena sirem Richardem Morrisonem a postavena v roce 1835. Zdobí ji monument dvou kanónů na oslavu památky těch mužů z hrabství Kerry, kteří zemřeli během Krymské války (1854–1856) a povstání v Indii proti britské nadvládě a za zájmy rolnictva v roce 1857.
Ashe Memorial Hall (Pamětní síň) na konci ulice Denny Street je věnována památce Thomase Ashe – důstojník Irských dobrovolníků během časného povstání v roce 1916. Budova je postavena z místního vápence. Nyní slouží jako budova muzea Kerry (Kerry Museum) a uvnitř se mimo ostatní exponáty nalézá i replika ulic středověkého Tralee. Jedna místnost budovy v přízemí se samostatným vchodem slouží jako turistické informační centrum.
Tralee zažilo mnoho nepokojů během Irské války za nezávislost a Irské občanské války v letech 1919–1923. V listopadu 1920, Black and Tans obléhali Tralee jako odplatu za abdukci IRA a zabití dvou Royal Irish Constabulary (RIC) mužů. Tans uzavřeli všechny obchody ve městě na týden. Jako dodatek spálili několik domů a všechny obchody propojené s Irskou Republikánskou armádou (IRA) a jejími aktivisty. Během týden také zastřelili tři místní lidi. Incident vyvolal značný mezinárodní protest, poté co byl zveřejněn v tisku, který v Tralee běžně popisoval podmínky blízké hladomoru na konci týdne.

## Turistika
Tralee je důležitou turistickou destinací a bylo zde za posledních několik let do turismu investováno okolo 55 miliónů EUR. Díky tomu ve městě vzniklo široké spektrum kvalitních návštěvnických atrakcí pro každé počasí.
Tralee je slavné také díky mezinárodnímu festivalu The Rose of Tralee, který se zde koná každý rok v srpnu.

## Zajímavá místa
- Kerry County Museum – spojení tematického parku 'Kerry: The Kingdom' a výstavy která vykresluje život ve středověkém Tralee.
- Siamsa Tire – lidové divadlo – nabízející tradiční hudbu a divadelní hry v Irském jazyce.
- Blennerville Windmill – větrný mlýn nacházející se asi 2 km mimo město. Jde o největší stále funkční irský větrný mlýn.
- Tralee Aquadome – Velké vodní kryté zábavní centrum s mini-golfem.
- Tralee-Dingle lehká železnice – Odjezdy jsou nyní realizovány od Aquadómu na výlety po rekonstruované části staré železnice z Tralee do Dingle. Místní nadšenci přivezli zpět originální parní motor Hunslet z USA pro znovuoživení dnů, kdy linka z Tralee do Dingle převážela zboží a pasažéry bez přestání známou a malebnou úzkokolejnou trasou před tím, než byla nakonec uzavřena v roce 1953. Návštěvníci mohou zažít krátký železniční výlet ve vagónech importovaných ze Španělska tahaných odfukujícím parním Hunslet, pár kilometrů ven z Tralee k zálivu do vesničky Blennerville. Zde se nalézá onen větrný mlýn Blennerville Windmill. Nedaleko mlýna se nalézá pozemek, kde byla v roce 2002 dokončena stavba plavbyschopné replika dřevěné lodi Jeanie Johnston. Nová loď Jeanie Johnston je nyní zakotvena v docích Dublin city.

## Archeologické památky
- Scotia's Grave – podle obecného mínění hrob dcery Neferhotep I, Egyptského faraóna, 13. Dynastie, okolo 1800 př. n. l. Je také známá jako Scota.
- Casementská pevnost – starověká Prstencová pevnost kde se skrýval Roger Casement, když byl zatčen.
- Sheela na Gig – nyní se nalézá v Christian Round Tower v Rattoo, pár kilometrů severně od Tralee.
- Památník na Svatého Brendana (navigátora) ve Fenitu, přístavu Tralee – s reprodukcemi starověkých Irských staveb.
- Cathair Cun Rí – Pevnost z doby železné nad zálivem Tralee Bay

## Doprava

### Silnice
Tralee má napojení na Národní primární a sekundární silniční tahy a samozřejmě místní cesty.
Národní primární silniční tahy:
- N21 východ/severovýchod do Limericku, napojující se asi 2 km od města na N22 jihovýchod do měst Killarney a Cork.

Národní sekundární silniční tahy:
- N69 do měst Listowel, Foynes a Limerick
- N70 do měst Killorglin, Kenmare a je napojen na Ring of Kerry,
- N86 do Dingle

Regionální silnice:
- R556 (sever) do Ballybunion

### Železnice
Je zde železniční spojení do měst Killarney, Cork a Dublin operován národním železničním provozovatelem Iarnród Éireann. Železniční stanice Tralee, původně pojmenována jako Tralee Jih, byla otevřena 18. července 1859.

### Autobus
Jednoúčelový autobusový terminál byl postaven v roce 2007. Autobusová stanice Tralee je regionální uzel pro Bus Éireann, který poskytuje autobusové spojení s městy Dublin, Limerick, Galway, Cork, Killarney a Dingle.

### Letecké spojení
Mezinárodní letiště Kerry nacházející se ve Farranfore mezi Tralee a Killarney poskytující letecké služby na letiště Dublin, London Luton, London Stansted, Manchester a Frankfurt Hahn.

### Moře
Místní přístav pro Tralee je Fenit, asi 10 km západně od města na severní straně zátoky. Přístav je postaven a zařízen pro lodě až do 17,000 tun. Je to malebný víceúčelový přístav s rybářskými loďmi a jachtami (136 kotvišť).

## Místní média
Noviny a magazíny:
- Kerry's Eye
- The Kerryman
- The Kingdom
- Tralee Times

Místní rádio:
- Radio Kerry (vysílá pro celé hrabství Kerry)

## Sportovní aktivity
- John Mitchels GAA Club má sídlo v Boherbee area v Tralee.
- Kerins O'Rahilly's Gaelic Athletic Association klub jsou umístěny v ulici Strand Road.
- Tralee Mitchels jsou zakladatelé klubu Gaelic Athletic Association.
- Austin Stacks jsou jedni z nejlepších a jsou slavní díky hráčům jako Mikey Sheehy, Ger Power a Kieran Donaghy. Mají černo-oranžové klubové barvy.
- Tralee Harriers Athletics Club

V Tralee je také silná basketballová tradice s Tralee Tygry a týmem St. Brendana. Tigři hrají o pohár v národní lige a St. Brendanovi hrají ligu první. V keltském fotbale jsou zde týmy St Brendan's Park, Kingdom Boys, Tralee Celtic a Tralee Dynamos.

## Vzdělání
Jako je běžné ve všech částech Irska, většina škol v Tralee všech úrovní je řízena a vlastněna církví. Základní škola Tralee Educate Together je však volnomyšlenkářská a není vlastněna ani provozována žádnou církví a těší se narůstající oblibě. Na střední úrovni je většina škol výlučně římskokatolická v étos, mimo irské Gaelcholáiste Chiarraí, Tobar Mhaigh Dor.
Základní školy:
- Tralee Educate Together, Killeen
- CBS (Mhuire na Mbraithre), Clounalour
- St Mary's, Moyderwell
- Presentation, Castle Street
- St John's, Ashe Street
- St John's, Balloonagh
- Holy Family, Balloonagh
- Scoil Mhic Easmainn, Rath Ronain
- St Ita’s and St Joseph’s, Balloonagh (Special Needs)

Střední školy:
- St Mary's CBS (The Green)
- Tralee Community College, Clash
- Mercy Secondary School, Mounthawk
- Gaelcholáiste Chiarraí, Tobar Mhaigh Dor
- Presentation Secondary School, Castle Street
- Brookfield College, Oak Park

Univerzity:
- Institute of Technology, Tralee (Institut technologií)

## Nemocnice
- Kerry General Hospital
- The Bon Secours Hospital

## Lidé
Výčet některých známých osobností z Tralee:
- Svatý Brendan, navigátor
- Leonard Boyle, kněz a učenec
- Robert D. FitzGerald, geometr, botanik
- Rea Garvey, zpěvák z Reamonnu
- John Howard, 15th Earl of Suffolk
- Maurice Gerard Moynihan, tajemník, Svobodné Státní Vlády, Guvernér Centrální Banky
- Sean O'Callaghan, člen IRA
- Christie Hennessy, zpěvák/texty písní
- D.J. Curtain, zpěvák
- Denis O'Donnell, podnikatel
- Patrick Denis O'Donnell, vojenství/historik (a místně známý jako Paddy nebo P.D.)
- Boyle Roche, politik
- Dan Spring, politik
- Dick Spring, politik
- Austin Stack, revolucionář
- Mikey Sheehy, fotbalista

## Politika
- Tralee má dvanáctičlennou Městskou radu.